# Ipaťjevův dům
Ipaťjevův dům (rusky Дом Ипатьева) byla nevelká palácová budova v Jekatěrinburgu, v jejíchž sklepních místnostech byl v noci z 16. na 17. července 1918 zavražděn s celou rodinou car Mikuláš Alexandrovič Romanov, až do své abdikace poslední ruský imperátor.

## Historie
Dům byl postaven na konci 80. let 19. století státním radou Ivanem I. Redikorcevem. Dům byl kamenný dvoupatrový palác. Místo stavby bylo vybráno na západním, nejstrmějším svahu Vozněsenské hůrky – významné vyvýšeniny Jekatěrinburgu.

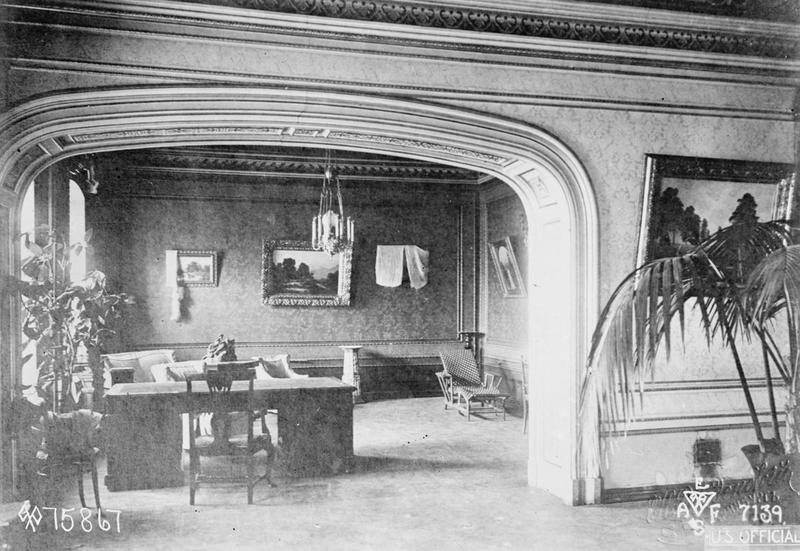
Místnost v domě, kterou obýval car Mikuláš během svého věznění komunisty. Poté zde měl kancelář český generál Radola Gajda, velitel vojska na Severním Uralu

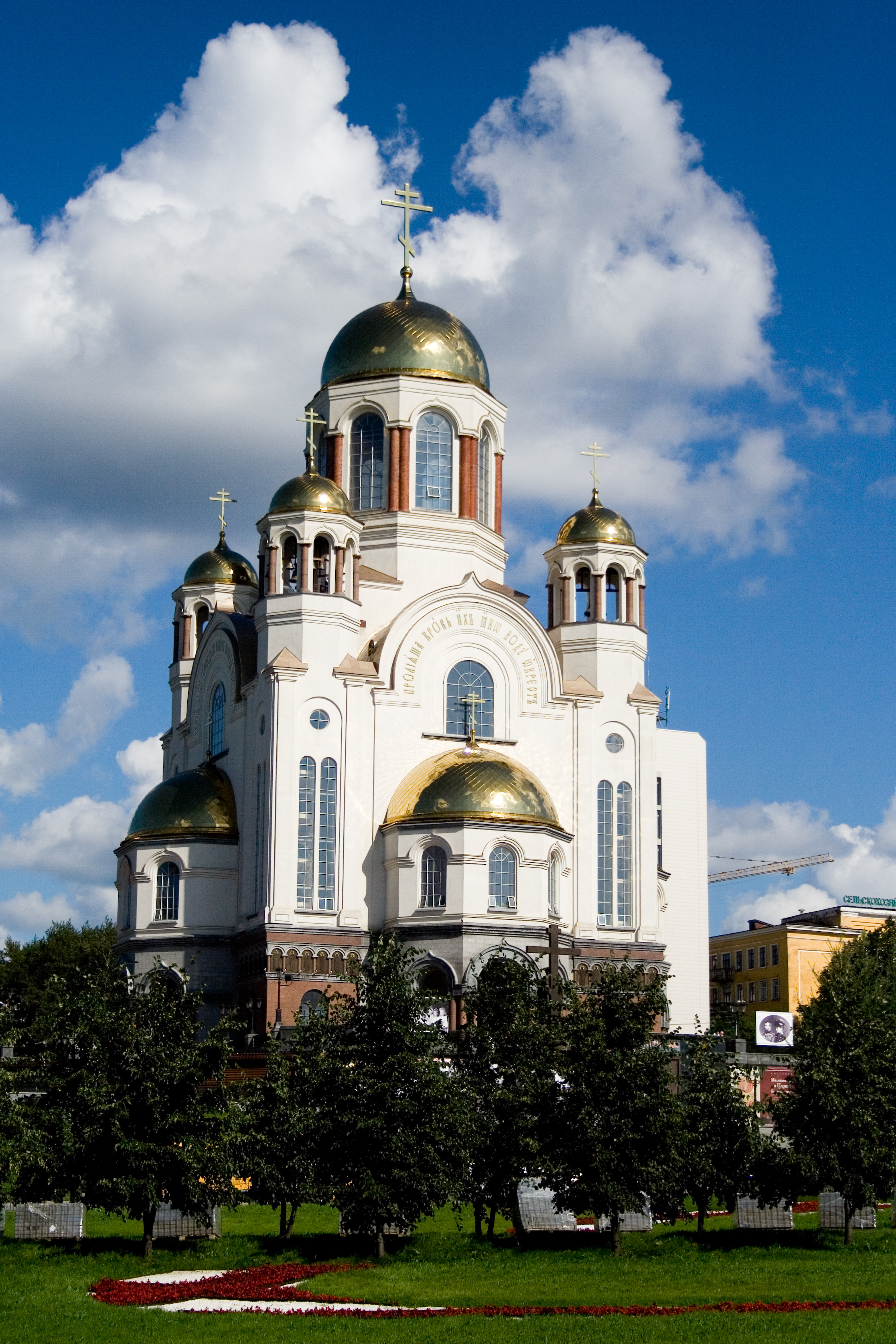
Chrám Všech svatých na krvi

Roku 1908 jej koupil inženýr Ipaťjev, roku 1918 mu byl zabaven rudými a použit k věznění carské rodiny. 17. července byla celá carská rodina z rozkazu komisaře Sverdlova postřílena, aby se jí nezmocnily a případně ji neosvobodily blížící se československé legie. Ty přišly necelý týden po tragických událostech. 
25. července 1918 byl Jekatěrinburg v době občanské války obsazen Bílou armádou pod velením československého generála Gajdy, jenž si v Ipaťjevově domě na několik měsíců zřídil generální štáb. Na Michajlovském hřbitově dnes leží památník československým obětem.
Za časů Sovětského svazu (kdy se město nazývalo Sverdlovsk) bylo v Ipaťjevově domě muzeum revoluce (1927–1932) a různé kanceláře. V roce 1974 byla budova oficiálně prohlášena za sovětskou národní památku, ale již o 3 roky později, 22. září 1977, byl dům z rozhodnutí politbyra stržen. Rozhodnutí provedl Boris Jelcin, tehdejší šéf místního výboru komunistické strany.

## Chrám Na krvi
V roce 2003 byl na místě Ipaťjevova domu postaven Chrám Všech svatých na krvi. Téhož roku se zde sešli ruský prezident Vladimir Putin a německý kancléř Gerhard Schröder.